# Yersiniops solitarium
Yersiniops solitarium är en bönsyrseart som först beskrevs av Samuel Hubbard Scudder 1896.  Yersiniops solitarium ingår i släktet Yersiniops och familjen Mantidae. Inga underarter finns listade i Catalogue of Life.